# 文林苑都市更新爭議
25°5′52″N 121°31′27″E / 25.09778°N 121.52417°E

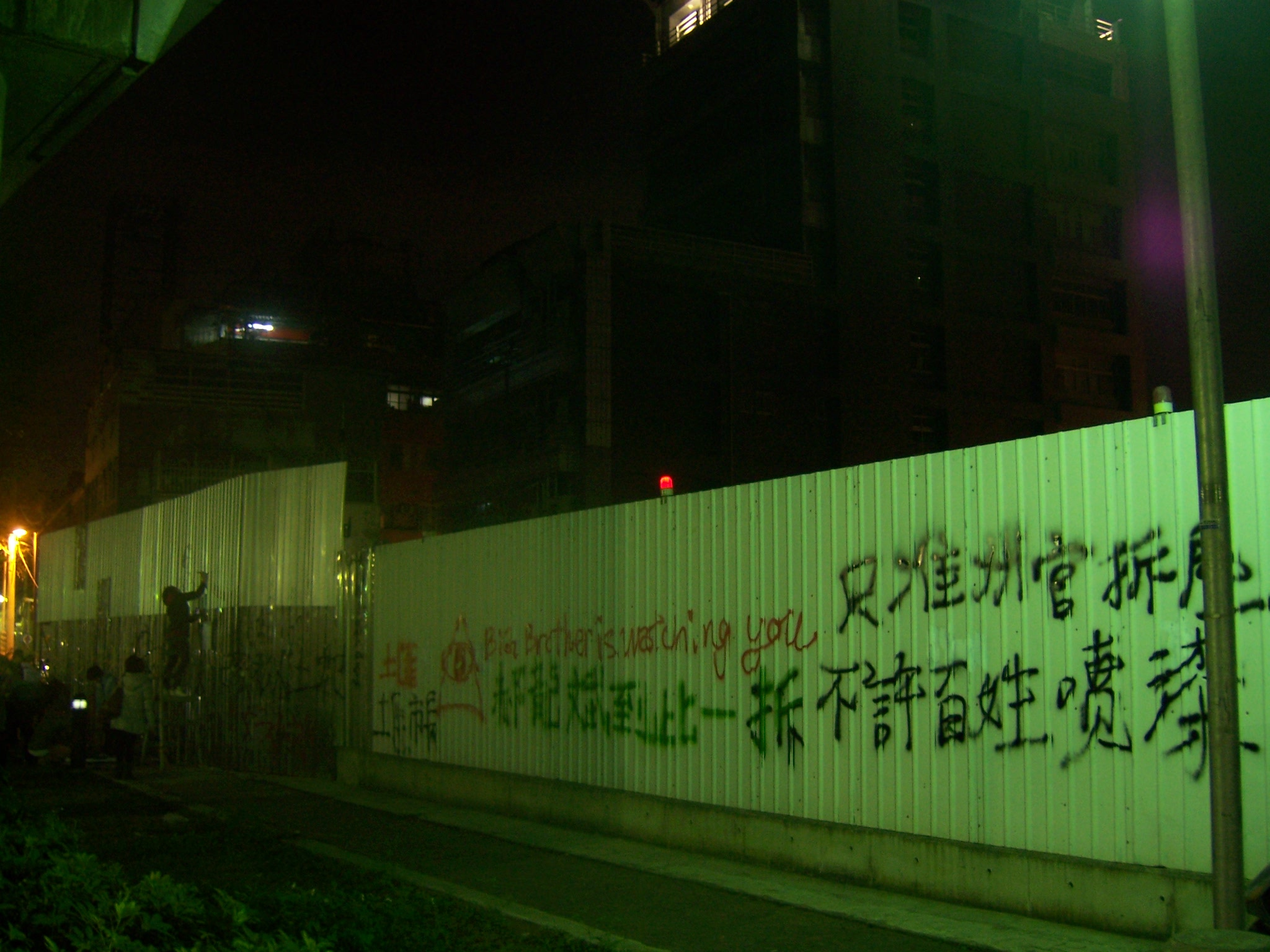
王宅拆除後，工地圍牆的抗議噴漆

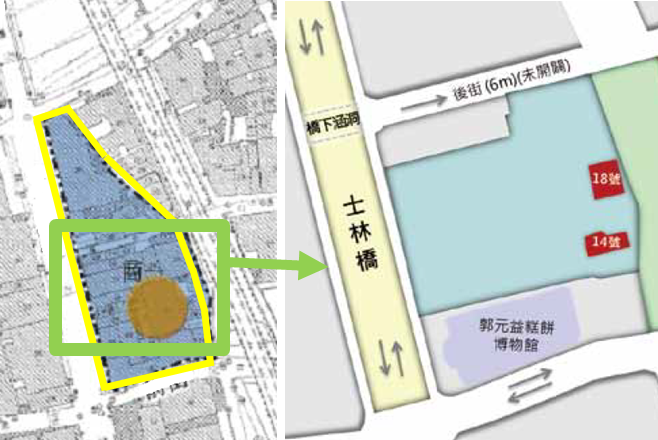
在臺北市政府2002年劃定臺北市健康路、寶清街口西南側等五十八處都市更新地區範圍案中，文林苑案位屬於2002年10月28日公告劃定「士林區 ‧ 前街、後街附近更新地區（捷運淡水線西側）

士林文林苑都市更新爭議是一項發生於臺灣臺北市士林區文林路士林橋、前街及後街一帶的都市更新爭議。事件始於王家不同意所擁有的兩塊土地和建物，包含在臺北市政府核定的都市更新範圍內，經由樂揚建設擔任實施者規劃都市更新事業計劃興建「文林苑」住宅大樓。
在文林苑大樓都市更新案（事業計劃）通過後，王家開始向臺北市政府和內政部提出「權利價值異議」和「不服都更行政處分」2項訴願但被駁回。後來於2009年，王廣樹等人向臺北高等行政法院對臺北市政府提出告訴，以未被通知出席都市更新公聽會、有數戶被排除於核准都市更新範圍等理由，認為臺北市政府違法核准都更案。然而在裁決中，高等行政法院認為在王家未收到公聽會通知上，依事證指向王家已經收到通知，王家並非不知情無法參加公聽會表達退出意見，且王家有因自己的事由招致郵件退件的記錄；在王家可否被排除於都市更新範圍內的爭議上，高等行政法院同意市政府見解，王家土地未臨道路用地（是袋地），面積也小於最小可申請建築面積（即畸零地），排除於都市更新範圍外讓王家無法改建違反現行法規，而被排除的數戶經查地主在當地居民申請都更範圍前就提退出，且退出過程和退出後的都更範圍合乎都更法規，於是判決王家敗訴。
2012年3月28日台北市政府依法執行法院判決，拆除王家住宅，後續引發社會運動、王家提告10起訟案及全台都更停擺等情況。
本案引發都市更新條例的違憲爭議，在王家與其他都更社區不同意戶共同聲請釋憲後，後續作成二個大法官釋字。至今都更條例仍延宕在立法院待審，亦未完成修法。但修法重點包括將由法院裁決是否同意拆除不同意戶房屋、以及提高都市更新提案和成案同意比例等修改。
2014年3月14日，經過長期抗爭與訴訟，反對戶王廣樹之子王耀德與樂揚建設進行和解談判後，自行拆除組合屋。5月28日，反對戶王廣樹在提起十次訴訟並敗訴，而面對建商求償5,300萬巨款賠償的訴訟壓力下，與建商樂揚建設達成和解，雙方簽字，樂揚建設同意撤銷所有訴訟。文林苑於2016年9月完工交屋。

## 背景
| 當事人         | 原因事項 |
| -------------- | --- |
| 北市政府       | 最高行政法院的裁決（最高行政法院100年度裁字第1582號），說明台北市政府早於2002年10月28日將本案所處街廓及北側相鄰結廓部份土地依都市更新條例第六條第二款規定公告為更新地區，主要原因為「建築物因年代久遠有傾頹或朽壞之虞，建築物排列不良或道路灣曲狹小，足以妨害公共交通或公共安全」。間接促成文林苑都市更新案。 |
| 當地賴姓住戶   | 賴姓住戶2006年依照都市更新條例第十條發起文林苑都市更新案，在更新地區內協調區內居民土地達到合於都市更新單元大小的土地，並在2006年12月15號召開都更事業概要公聽會。在徵求住戶和地主意向後，都更範圍排除了有面接道路、可以合法排除的郭元益大樓、有應公廟、和文林路與後街夾角兩棟建物，於2007年3月9日提出都更事業概要和都更範圍申請，在2007年5月1日臺北市政府核定通過。 |
| 施工者樂揚建設 | 通過都更事業概要和都更範圍通過後，當地住戶委任樂揚建設為實施者辦理都市更新興建「文林苑」住宅大樓，臺北市政府核定準予實施者即參加人實施本案。於2008年1月4日舉辦事業計畫及權利變換計畫公聽會，在取得更新單元內私有土地所有權人73.68%及其所有面積77.83%同意，私有合法建築物所有權人72.34%及其總樓地板面積79.90%同意，符合同意比例門檻後，2008年6月11日報請臺北市政府核定；臺北市政府2008年9月26續辦理公開展覽30日，並在2008年10月23日舉辦公聽會，聽取民眾意見後，將全案提請臺北市都市更新及爭議處理審議會決議修正後於2009年6月16號通過。最後取得都市更新劃定範圍內90%的土地同意書。 |
| 王家           | 對外說明2006年起初就已表達反對參與都更案，並此後認為自己已表達應非計畫成員，而未參加公聽會，而在都市更新案通過後才知道在都市更新範圍內，最後引發土地產權糾紛、強制拆屋、王家以都更審查程序以書面為之過於草率、都更條例違憲等進行釋憲訴訟、社運團體協助抗爭...等一連串事件，事件最後以王家敗訴和解收場。 |

## 主張

### 拆
1. 都市更新條例第22條：若為自行劃定更新單元則應取得私有土地及合法建築物所有權人2/3，及其持有土地及合法建物面積3/4的同意。若是王家沒有在都更概要申請階段提出退出，而是在都更案（事業計劃）通過後才提退出，本案縱然未取得兩戶王姓屋主的同意，強制拆遷仍是擁有法源依據[16]。
2. 國民黨籍臺北市市議員李彥秀：[17]
3. 民進黨籍臺北市市議員洪健益：[18]
4. 樂揚建設按照都市更新條例第36條，於2009年，申請臺北市政府協助，請求代為強制拆除王家兩戶建物[19]，市政府因王家向最高行政法院提出上訴而暫緩拆除，直到最高行政法院於2011年6月30日駁回王家上訴後[20]，臺北市政府於隔年3月1日發出拆除公文[21]，不同意戶另提暫緩執行訴求，業經臺北高等行政法院2012年3月15日裁定，聲請駁回[22]。

### 執行公務
- 臺北市議會與市政府：民進黨議員曾於去年五月，在市議會中強力要求都更處及警察局，依都更條例中規定地方政府義務，介入執行拆除。
- 臺北市政府與同意戶[來源請求]：於2012年5月，函請中央營建署釐清土地管理權和所有權位階問題。
- 內政部營建署：2012年6月底做出解釋，認為文林苑都市更新案同意比例已超過法律要求，王家已被強迫加入都市更新案，土地需交給建商管理和施工，故王家已不能主張對其擁有土地有使用權[23]。而營建署也回函北市府，依法務部回函「為達到促進都市更新計畫之擬定及實施之立法目的，都市更新地區土地及建築物所有權受有相當之限制，似屬民法第765條所定「法令限制」之情形」[24]。

### 不拆
1. 王家：認為自家的合法房屋被政府強拆為由，在2012年3月28日拆除當天，網上糾集了都市更新受害者聯盟等400多名支持群眾聲援，其中包括一些大學教授與學生。
2. 抗議群眾：破壞工程圍籬，並在其樂揚建設的工程圍籬上塗鴉。在王家的同意之下，以土地使用權為由，於2012年4月25日在王家土地上搭建組合屋，並阻擾樂揚建設施工至今[25]。
3. 行政訴願10件敗訴：從2009年到2013，王家對臺北市政府提起11起訴願訴訟，10起敗訴[26]。
4. 行政訴願1件待審：一案待審[來源請求]

## 在王家再反擊、提訴願、甚至募款[27]
市府請經王家同意人選的社會公正人士組成的協商平台協商失敗後 ，市府核准建商就沒有爭議的土地先行動工整理地基。而媒體報導建商透露有1名王家人已簽下都更同意書，媒體報導王家王耀德先生證實看到另一戶王家的同意書及北市都發局官員昨證實已看到王家人簽署的都更同意書。對有關媒體的報導，王家質疑台北市都發局哪個官員看過王家的「都更同意書」？並發出聲明稿表示，王家王家駿有透過白字黑字與樂揚溝通合理坪數，但是這不是都市更新同意書，士林王家至今絕對沒有簽下都更同意書。而王家駿本人亦出席後續民事訴訟反擔保金記者會。

## 王家地主拆組合屋
王家擁有土地產權共四人，分別為王廣樹、王耀德父子，王家駿、王國雄兄弟，其中王國雄因不堪長期抗爭，早已簽下都更同意書。讀建築的王耀德表示，早在法院判王家應自拆組合屋後，就暗下決心要把組合屋拆掉，希望事件盡速落幕；近來也一直觀察拆屋「好時機」，昨天（2014年3月14日）組合屋剛好沒人，立刻請工人拆掉。

王耀德聲明稿全文：

拆除這個當初我大力催生的組合屋，實在是令人感傷，但是當這事件已經惡化到無法承受時，很抱歉，我必須果斷的下此決定，以避免後續毀滅性的傷害發生在我身上，我知道這是自私的決定，只考慮要保護自己，未顧慮他人的立場，但是我真不願意打腫臉充胖子，不顧一切的放任戰線延長，然後一力擔下所有難以承受的傷害，最終走向不歸路，我做不來。

不平等的焦土作戰

過年前法院一審裁定，組合屋的存在為無權占有，本案王家已正式宣告處於完全劣勢，等著被打贏官司的原告提出天價般損害賠償，在此危急存亡之際，有人居然極力鼓吹持續抗爭，無視於即將來到的天價般損害賠償官司，都更受害盟持續運作的慘痛代價，將完全由我與父親兩人承擔，這焦土作戰的代價真是極度不平等！
最後一根稻草

2月底當我獲知反擔保金借款目標順利達陣之時，看著歡欣鼓舞的氛圍，我心中的惶恐達到了最高點，一群人未經我同意擅自幫我向另一群人借一筆我可能要花上20年才能償還的款項，將這筆錢提存法院，然後以不負任何責任的保證，及似法院是他們開的、法官是他們管的姿態昭告天下，這筆反擔保金一定會返還！？

很抱歉，我真的沒有辦法為了提供都更盟抗爭空間而樂意背債上千萬，甚至上億，今天我若是繼續沉默，我的未來將只剩下三條路可走。1.像乞丐一樣向社會募款賠給建商。2.向建商跪地求饒，請他們放我一條生路。3.走投無路投河自殺。以上都不是我願意的。

感謝每一份幫助過王家的力量

自文林苑強拆發生以來近兩年時間裡，有人是為了反抗現行都更制度而來；有人是為了替弱勢發聲而來；有人是為了公平正義而來；也有人純粹是為了挺王家而來，每一個人每一份力量我都看在眼裡，記在心裡，即便是這一個月來，那些會令王家死無葬身之地的盲目借款出借人，依然點滴在心頭，我永遠記得每一顆願意幫助弱勢的善心。

我有一個重情重義的老爸，對於曾經幫助過他的人，他會加倍奉還，在這個功利主義掛帥的社會中真的是很少見，即使是文林苑強拆事件中真正的受害人，居住在其內被迫遷的人員，全部皆已願意退一步海闊天空（包含我媽我親姐及嬸婆一家人），我老爸依然力排眾議，只為了提供在王家被強拆時給予全力援助的都更盟足夠的抗爭空間，不能對不起那些援助過王家的人，這是我爸時常告誡我的事，對於這一點我是相當敬佩，也努力的實踐。

過去一年多來，面對這一個徹底反客為主的抗爭主軸，我選擇用事不關己的方式過生活，畢竟居住地點已經找好，因強拆而支離破碎的生活也已步上正軌，文林苑的風風雨雨就隨他去吧，即便不認同，我也不打擾。

遺憾的是，戰況的嚴重惡化以及不平等的抗爭代價，讓我再也無法沉默以對，衡量所有的狀況後，自行拆除組合屋變成了我唯一能做的選擇。

最後,雖然原地重建的目標失敗，王家打輸了這場仗，我相信順利蓋成大樓的建商跟同意戶也不會有勝利的雀躍，這是一個讓所有當事人都輸的慘痛經驗，今天我是出自於自我保護的原因，而跳出來終止了這一切的紛爭，只有我是為了苟活而不顧他人感受，應該被大加撻伐，希望日後所有的矛頭指向我就好，每一個文林苑事件中的當事人都已經承受了太多的折磨，各方人士請放下心頭上的執念，不要再對文林苑的任何當事人有漫罵，也不要再互相攻訐。

## 政府對《都市更新條例》的檢討
此事件也引發了政府對《都市更新條例》的檢討。為了呼應對《都市更新條例》強制拆除條款是否違憲的疑慮，立法院於2012年4月22日完成連署，向司法院大法官提出憲法解釋案，但大法官於6月22日駁回立法院釋憲案，認為立法委員應該先提案修法，修法不成，再聲請釋憲。行政院也於11月7日提出《都市更新條例》修法草案，其中包括將由法院裁決是否拆除不同意戶房屋、以及提高都市更新提案和成案同意比例等修改。後續王家釋憲提都市更新3則條例違憲，司法院大法官釋字709號解釋，一條合憲，二條大法官未受理。

## 市政府、建商、同意戶、被強制戶王家、和各方支持者之間引發的爭議
1. 第一是在何種情況下私人土地和建物可以被強制處分，甚至是去促進另外多數人之私人利益，即使此都市更新案也相當程度的解決都更範圍內住戶和不同意戶畸零地、袋地，與舊有建築消防、耐震等公共利益問題，被強制戶也換回高於同值產物。[42]
2. 第二是私人是否對擁有的土地與建物有完全的支配權，即使在行使這支配權時，造成自身利益損害和公共利益無法改善，如王家兩塊基地上的建物，將因違反許多現行法規而無法改建，變成廢地造成其價值低落，使得都更案因排除王家畸零地違反現行法規而無法進行都更，鄰近地區和王家建物消防等問題仍無法解決，損害同意戶和王家的權益[42]。
3. 第三是本案從2007年3月9日當地住戶申請都更事業概要及都更範圍，至2009年6月16日核定建商規劃的事業計畫及權利變換計畫期間，不同意戶始終未曾提出意見，錯失討論調整概要或事業計畫範圍時間。都更案通過後，才請求審議核復，並向市府提出高達兩億及後續五億之權利價值，北市都市更新及爭議處理審議會決議維持原核定計畫內容。不同意戶於都更案通過後才提反對的做法，是否合理。[43][44]
4. 第四是政府、建商、不同意戶、同意戶和社會大眾皆輸的狀況。社運團體接受不同意戶的說法號召抗爭，媒體報導抗爭事件也完全接受不同意戶的說法沒有進一步求證平衡報導，以致擴大抗爭，造成全台灣都更停擺等社會成本，等數月後越來越多訊息顯示社會印象和氛圍不見得與事實完全相符，媒體不再對王家或文林苑之個案多做探討，轉而討論如何在制度上修法[45]。政府無法處理民眾抗爭為政策辯護[46]，也無力依法行政而失去民意，建商商譽受損和蒙受都更案拖延損失，不同意戶王家在社運團體和抗爭民眾的支持下難以選擇其他的解決方案[47]。社運團體陷入無法提出解決方案也無法退出抗爭的狀況[48][49]，政府無力處理不同意戶與建商之間的歧見，同意戶成為都更受災戶，無法回家，到目前已有同意戶7位老人等不到回家已往生[50][51]。

## 爭議各方當事人的說法

### 據不同意戶王姓屋主的說法
2006年樂揚建設拜訪時，由於屋況並無老舊窳陋之問題，當年6月甫自行整建完畢，而表示拒絕參與。樂揚建設屢次拜訪，並於2006年6月6日提出「部分集合住宅、王家兩戶重建為雙併透天」之替代方案，王家認為並無需要，雙方無法取得共識，此一意願調查記錄並未獲實施者樂揚建設登載。王家六代在當地居住時間超過百年，房屋土地皆合法取得。在被建商都更前才重新整修好房子，是於不知情下被建商劃入都更範圍，直到被通知「權利變換」時才發現被樂揚建設劃入都市更新範圍。建商最終以「維護多數都更辦理戶」為由，向臺北市政府申請拆除並獲准。2012年3月28日，市政府強制拆除王家建物。

對於王家房屋土地皆合法取得的說法，根據地籍資料和後續王家申請鑒界的結果，王家801地號土地於更新前越界佔用他人4筆地號，為違法增建之建築物，而803地號亦佔用國有土地建築地上物，國有財產局說明從未出租，並非如王家聲稱的向水利局承租。而803地鑑界的結果證明803地完全被參加都更的鄰地包圍。一個疑問是如果王家堅決不加入都更，應該會把越界佔用的鄰居的土地還回去讓鄰居都更。但是在強拆之前一直沒有這項舉動。但是如果拆除王家801號房屋佔用鄰地部分的三面牆，屋子變成危樓無法居住，而畸零地無法申請建照改建，如果王家不加入都更，恐變空地。

### 實施者樂揚建設的說法
1. 在強拆抗爭之後，在2012/5/3的協調會上，面對王家不知情無法反對的說法，建商提出在法院上王家沒有否認簽收的「概要通知雙掛號回執聯」和「選配通知雙掛號回執聯」，並說明王家有參加說明會同意加入，建商拜訪王家時也向王家說明過畸零地問題。[56]
2. 在媒體記者訪問時，建商指出王家開高價。[57][58]
3. 建商登報說明王家的權利價值變換是5房5車位，價值6千8百多萬，還有600多萬的拆遷補償。（6千8百多萬是以當時每坪47萬計算，目前是每坪65萬以上，價值約一億）[59]

在2012/5/3的協調會上，王家沒有反駁建商提出的雙掛號回執聯，只說那是權利變換通知，但王家反駁有同意過的說法。王家初期否認開高價的說法，後續承認有向政府開價2億5億，但是那是以價逼退。

### 臺北市政府的說法
1. 2012/4/9臺北市都市更新處表示，本案從96年（2007）申請概要至98年6月16日（2009年6月16日）核定事業計畫及權利變換計畫期間，不同意戶始終未曾提出意見，錯失討論調整概要或事業計畫範圍時間。[61]
2. 文林苑都更案王家可否劃出更新單元外自行改建之疑義，都市更新處說明，不同意戶所有之土地為陽明段1小段801、803地號，土地使用分區為第一種商業區，其平均深度不足15公尺，不符第一種商業區法定平均深度之規定，非與鄰地合併補足或整理後不得建築。此外，其基地所臨接面前道路寬度均不足3.5公尺，亦不符「臺北市面臨現有巷道申請建築原則」申請指定建築線之規定，故無法單獨申請建築。[61]
3. 臺北市都市更新處新聞稿（2013年12月12日）有關士林文林苑都市更新案的代為拆除作業，係因更新案核定實施後，因有不同意戶提出反對意見且不願自行拆除或搬遷，故實施者依據都市更新條例第36條於99年1月25日（2010年1月25日）向本府申請代為拆除，自實施者申請至本府拆除期間長達2年多，本市都市更新處期間合計舉辦5次公辦協調會（高於法定次數），期協助不同意戶與實施者達成共識，因協調不成，市府遂考量本案95%同意都市更新住戶的權益及法令規定，並經內政部函告及法院判決確認後，衡諸法、理、情等相關情事，依中央法規及法院判決於101年3月1日（2012年3月1日）核准實施者代為拆除申請，並於101年3月28日（2012年3月28日）執行代拆作業。[62]

1. 王家對臺北市政府提起11起訴願訴訟，10起敗訴，只剩一案待審。
2. 王家訴訟強拆違憲，市府違法，高等行政法院判依據都更條例第36條，市府並未違法，查考都更條例第36條立法理由後，認本件都更條例第36條並未違憲，無停止訴訟聲請司法解釋必要，且亦未侵害原告之財產權、居住遷徙權等；同理亦無違兩公約及其一般性解釋意見之意旨。

### 同意戶的說法
1. 2012/4/15在電視節目中，同意戶李小姐（現場連線的王家人也稱李小姐是從小一起長大的好鄰居好朋友），對王家表達尊重王家不都更的意願，但是王家不是不知道都更，而都更申請經過2年的時間，王家為何不爭取自己的權利，如果王家去爭取排除，那麼房子早就蓋好了，王家人沒有否定李小姐的說法[64]。
2. 在2012/5/18私下的協調會，同意戶對王家提出：『只要原地重建時限在六～八個月內完成，並且保障我們同意戶的持份坪數不會改變，我們不僅支持原地重建，還會盡力在所有19條程序會議中促成王家原地重建提案。也請王家發文市政府儘快確認市政府願意加速在半年內完成所有變更程序』。但會後繼續聯絡王家，王家沒有回應[65]。
3. 2012/6/16 同意戶召開記者，同意戶認為，原地重建不具可能性，不知重建要由市政府還是樂揚建設幫忙蓋回來。而且重建需要把王家劃出都更範圍，又要再歷經一次都更「程序」，重新抽籤，重新分配，曠日費時，根本就是一個案子重新來過。並希望台北市長郝龍斌幫忙，拆除王家違法搭建的組合屋，讓他們回家。[66][67]。

到目前同意戶已經有7位老人等不到回家的日子過世。

## 退出都更的訴願訴訟
從都更申請過程來看，文林苑都更案是當地居民在市府公告的都更區域內發起的都更案，所以王家不參與都更，在第一個階段當地居民申請都更（事業概要）和都更範圍時，就可要求排除在都更範圍外，並留下不參與都更的正式記錄（公聽會的會議記錄和寄發不參加的存證信函給都更處和申請都更範圍者）。第二，在都更概要通過後，建商擔任實施者規劃都更事業計劃，依《都市更新條例》第22條規定，若為自行劃定更新單元則應取得私有土地及合法建築物所有權人2/3，及其持有土地及合法建物面積3/4的同意，實施者（建商）才能申請事業計劃審核。此時王家不參與都更的方式就是協調一定比例以上的地主否定都更案，使同意比例小於送件審核標準。或者，如果要退出，爭取法定比例的鄰居同意改變都更範圍，因為參與都更的每一戶的改變，都會影響其他參與者的權益，所以必須有一定比例的同意（多數決）方可改變。如果當初是被“強劃進都更案”，可以行政訴願或行政訴訟要求退出。
但是王家在前2個階段（概要和計劃）通過後才開始訴願訴訟，鄰居也不知道王家退出的意願，王家說明是在第三階段接到「權利變換」通知時，才發現被劃入都市更新範圍，所以之前無法出席會議提出反對。

### 訴願
在2份陳情書中，王家說明
「反對價值分配嚴重偏向實施者，今相關計劃已通過且公告實施，願配合政府辦理都市更新以維護市容，卻不願意配合政府讓實施者（建商）謀取暴利。」王家 2006 年 6 月拒絕建商後，2006 年 7 月至 2009 年 6 月 15 日止間雙方未再接觸，直到 2009 年 6 月 16 日，收到都更處拆屋通知才開始陳情。希望內政部主持公道，已經口頭告知建商退出，不懂法律，不知道要用信函告訴政府不參加，在心不甘情不願下被強迫以都更法參與合建。建商沒有將王家退出意願呈報，造成都更處誤判，有陷都更處不義。被逼迫回复政府發函的權利變換條件是在不得已情況下，希望以價逼退：希望不參加合建；提選樓選房選車位；領現金 1.8 億。希望都更範圍擴大為文林路、前街、後街、鐵路邊，並請建商拿 5 億元來收購王家土地。

### 訴訟
在行政訴訟中，王家指控樂揚建設提出已通知之證據，其中有住址錯誤、塗改痕跡，甚至在獨棟透天的收件地址卻有一份印有「大廈管理委員會戳章」的回執聯。王家在最高行政法的訴訟中，批評高等行政法院判「公聽會召開之通知比照股東會通知採發信主義」是「漠視都市更新條例所定公聽會之程序功能，並且過分輕忽土地及合法建築物所有權人在都市更新案中之權益與地位」。就王家的訴訟要點在於都更過程中的程序不合法，行政機關應依法行政，未依法定程序做出之處分皆屬違法：
1. 建商和市府沒有把公聽會開會通知（事業概要階段和事業計劃階段）送達王家，也沒有證據證明有送達。
2. 有鄰地被劃出都更，都市更新單元之劃定，不符合台北市都市更新自治條例規定。

### 訴願訴訟結果
1. 針對權利價值之異議（2009年7月13日提出），業經都市更新審議會98.11.02決議維持原核定計畫內容（即認為核定之價值並無不當無須調整）；針對不服原處分之訴願（亦於98.7.13提出）及訴訟，經內政部訴願委員會2009/10/27訴願決定訴願駁回。
2. 針對不服原都更處分之訴願（亦於2009/7/13提出）及訴訟，經內政部訴願委員會2009/10/27訴願決定訴願駁回、臺北高等行政法院2010/05/26判決原告之訴駁回、最高行政法院2011/7/4裁定上訴駁回。[74]

### 不同意戶是否不知情無法反對都更
王家聲稱直到被通知「權利變換」時，才發現被劃入都市更新範圍，無法出席會議提出反對。
臺北高等行政法院98年度訴字第2467號判決中指出，王家不是直到權利變換階段才知道被劃入都市更新的範圍，原因包含： 
1. 法院依證據判民國97年1月4日（2008/1/4）舉行公聽會前，王家人當中的「王國雄」已由同居住所之「王家駿」收到該通知；另「王廣樹」、「王清泉」、「王治平」等三人均因招領逾期而退回，因此王國雄已收受該通知，而王廣樹、王清泉、王治平等三人均因可歸責於己之事由致招領郵件逾期退回。故王家聲稱對於上開公聽會毫無所悉，致無從表達反對意見，顯然違反一般生活經驗法則。另外，多項雙掛號郵件回執，除了送件地址無誤，也有王家人的簽章，經確認無誤。[75]。
2. 原告甲○○等三人（註：即王家人）等於訴願及起訴狀所陳報之住所，亦為參加人（建商）前揭送達同地址,就是地址沒有錯誤，建商寄送開會通知的地址是王家的戶籍地址，也和王家填寫的訴狀地址一樣。同一個地址，王家會收到法院開庭通知出庭，卻說沒有收到都更開會通知，再加上王家有可歸責於己之事由致招領郵件逾期退回，法官因而認為王家是故意不收受通知文書。

而王家拒收通知書及不參與公聽會的作法，也造成對法院判決結果正、反兩面的意見。

在2012年4月12日贊成都更住戶接受訪問時指證「王家一開始就知道要都更，而且協調過程中，還要求樓層的選擇權、車位選擇權，拆遷費、裝潢及裝修費」。
後續在媒體上的資料，也呈現王家在都更申請期間不是不知情不能反對，在2012年4月15日的2100週末開講節目中，王家人回應主持人，在都更申請期間，建商有不斷的找王家，王家有和建商私下談價，也曾收到都更資料將資料丟棄。 王家聲稱沒出席公聽會，參加簽名是假冒的，而同意戶也提出王家人參加公聽會的照片。而王家在報導中控訴建商寄錯地址，比對王家提出的郵件回執上的地址，證實是王家人的戶籍地址且和王家訴訟狀上的地址一致，而且早在都更範圍申請前和都更案通過前，有收到權利變換的開會通知 。。

### 都市更新單元之劃定，符合台北市都市更新自治條例規定[80]
高等行政法院判都市更新單元之劃定，合乎台北市都市更新自治條例規定。
1. 申請人(當地住戶賴先生)於舉辦事業概要公聽會時，一併通知相鄰土地及其合法建築物所有權人參加該公聽會，鄰地所有權人表示不願參加，自己符合臺北市都市更新自治條例第14條之規定。
2. 又本件更新單元範圍達1,923平方公尺，面積大於1,000平方公尺，街廓內相鄰土地計有13筆土地，小廟非屬本案相鄰土地，南側相鄰土地為91年3月25日始竣工之地上9層，地下2層之建築物，業已建築完成，確無法合併更新；另北側相鄰土地782、783地號及南側相鄰土地804-2、805地號，經參加人（建商）與其相關權利人溝通納入都市更新單元範圍事宜，鄰地所有權人表示不願參加，且該相鄰土地未納入，無礙於建築設計及市容觀瞻等情，符合臺北市都市更新自治條例第12條第1項第4款之規定，本件都市更新單元範圍之劃定，於法並無違誤。
3. 本件都市更新單元南側之郭元益糕餅博物館及廟宇等（名稱：有應公廟）均位於建築線上而得自行改建，此與上訴人所有上開803、801地號土地所在位置，並無面臨建築線，且為本件都市更新單元東南側之804及796地號等土地包圍之情形而無法改建不同。

## 為何都更無法排除王家土地
依照臺北市都市更新自治條例第十四條，主管機關劃定為應實施更新之地區，其土地及合法建築物所有權人自行劃定更新單元者，除應符合第十二條之規定外，並應以不造成街廓內相鄰土地無法劃定更新單元為原則。

所以在面對都更之前，應先判別王家兩塊基地（地號801與803）日後是否能單獨改建，如果不能單獨改建，排除王家土地就違反法規。

土地申請建築，兩個基本要求，一是土地大於可申請建築的面積，一是有臨3.5公尺寬的計劃道路以指定道路和建築基地交界的建築線。
1. 依照臺北市土地使用分區管制規則，王家的土地為使用分區為第一種商業區，其平均深度不足15公尺，不符第一種商業區法定平均深度之規定，非與鄰地合併補足或整理後不得建築。
2. 王家2塊土地所臨接的道路寬度均不足3.5公尺，亦不符「臺北市面臨現有巷道申請建築原則」。

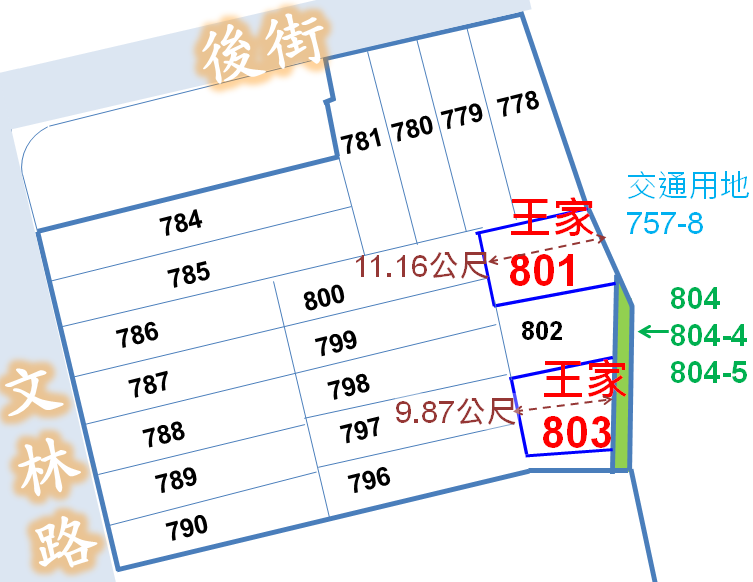
文林苑基地位置說明

根據台北市地籍圖和經法院判決，王家兩筆土地完全未臨建築線。：地號801東側臨接的是作為捷運淡水線路線設施的「交通用地」，而不是可以指定建築線的道路用地；地號803東側則是國有財產局所持有的土地（地號804）。事實上，王家誤解法規，並只引用法規的一部分而略去法規的全文，王家土地是無法獨立申請建照的畸零地，只能和鄰地合併才能申請建築，若不參與都更，王家將來根本無法改建；建於民國62年的老房子，因為沒有臨建築線依照建築法規定根本不能提出建築執照申請，王家土地將成荒地。這也是更新單元範圍審查過程中，都市發展局為了避免王家被排除在更新單元範圍外將造成後續無法自行改建的權利受損情形，所以依照法規，才必須將王家兩筆土地納入本案更新單元內，這是主動維護民眾權益的依法行政措施。
而郭元益大樓與其他四戶一開始就被排除的當地住戶，即因本身臨接建築線，即使不參與都更，日後仍可自行改建，所以在經郭元益和四戶地主動提退出後，經過法定協商流程後劃出都更範圍，合法排除。

坊間說法的錯誤
1. 王家的兩塊土地雖然「地界線整齊，寬度超過第四條規定，深度在十一公尺以上」，但因為未臨接建築線，根本無法依建築法提出改建申請，日後無法改建或重建，所以王家自認王家土地可以適用台北市畸零地使用規則第六條第一項第四款申請自行改建的說法是不對的，因為台北市畸零地使用規則第五條明確定義所謂寬度乃是該地臨接建築線之長度，而非土地本身之寬度，況且王家803地號的深度也不足10公尺，這也是台北高等行政法院判決王家敗訴的主要理由之一。
2. 此外，王家土地部分位於捷運高架路段六公尺內，依照「大眾捷運系統兩側禁建限建辦法」，屬於禁建土地，在臺北都會區大眾捷運系統兩側禁限建範圍公告圖上也很清楚的標示地號801土地有一部分屬於禁建土地。既然王家土地在捷運6米禁建區,就不可能通過捷運工程主管機關審核拿到建築線，王家聲明可依《變更北淡鐵路沿線土地為交通用地計畫案》申請建築線也是不可能的，而且王家聲明略去法規的下半關鍵部分：《變更北淡鐵路沿線土地為交通用地計畫案》， 「陸、其他」「一、變更後交通用地外兩側其他使用分區之建築線得以其鄰接之交通用地境界線指定之，惟於申請建築執照時，應經捷運工程主管機關之審核，以維捷運系統之安全。」。。況且，此法規要求臨接交通要地指定建築線時，也需要3.5公尺寬以上的道路，家2塊土地所臨接的道路寬度均不足3.5公尺。
3. 另外被指稱未臨建築線的王廣樹伯伯家，家前臨接一小片水利地（804地號），事實王家自行申請鑑界，證明為國有土地，非水利局土地，而國有財產局說明從未出租。所以王家803隔著國有地也未和交通用地銜接，而國有地已經加入都更，王家803地被鄰地完全包圍。。

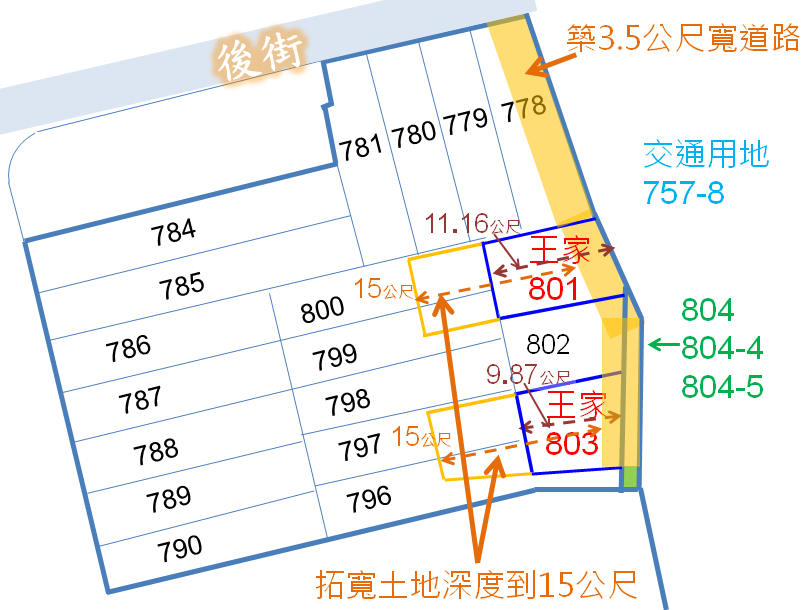
協商平台提出王家原地重建方案說明

所以都更如果要排除畸零地，不管在當初規劃都更範圍時，或者在目前都更案（事業計劃）通過後的改變，都面對必須讓王家土地在退出都更後仍然可以自行改建：
1. 加大深度超過15米使土地面積擴大。
2. 築路連接其他道路拿到建築線。

這些擴大面積和築路的規劃都必須用到鄰地，而且用到鄰地的面積會大於王家本來的土地面積，請參考右圖協商平台提出的方案 。

因此，如果畸零地問題沒有協調出解決方案，目前王家直接退出，都更案重來，因為王家土地還是畸零地,都更案無法排除王家，鄰居還是無法都更，王家還是無法申請建照重建。而之前都更案申請階段，如果王家提退出，畸零地問題如果沒有協調出解決方案，王家之前的房子只能繼續修繕直到老舊而無法住人，鄰居也無法都更。（拆除後的2012/5/3協調會，王家的說法也是要繼續修繕不改建，希望用修繕執照蓋回來，在2013年的協商平台會議，王家希望跳脫法律限制，讓屋子蓋回來 ）。
排除王家，除了都更案重來又要耗費多年，而規劃擴大王家土地深度和築路的土地，王家在社運團體的支持下堅持原地重建但不願面對討論。但是如果鄰居分擔王家需要的土地，切出原本參加都更的土地給王家後，也會影響原容納大部分原住戶的建築規劃，負擔太過沉重。

蔡志揚律師（王家最高行政法院的律師，協商平台成員）的意見： 

我們瞭解王家各位是希望原地重建，現在要突破的問題點就是，你們面前一定要有建築線，建築線不是隨便指定就可以，當然你們說本來是有建築線，可是問題是當初在都市計畫變更的時候（應該指蓋捷運），這部分被徵收交通用地，原本房子的建築線就不存在。當然依照都市計畫是可以還有指定的方法，但是問題要指定的話，還是要符合法令的規定，法令的規定就是建築線在你前面要有一條路，讓基地可以出入，且路的寬度一定要夠。所以變成說你們其實要想辦法協調換地，這邊才會有一個 3.5米的道路出來，而且還不只前面要有道路，後面你們深度也是不夠的，平均深度要 15公尺。所以第一個你們前面要有道路，後面還要協調不管是 797、798 或 799 地號，至少要協調他們要割一塊給你，這麼大一塊，而且可能還要往後退，因為前面路權還要取得，現在這條路有一部分是國有財產署的土地，而且已經納入更新範圍，這目前還不知道怎麼取得，所以問題點是在這裡。第一個你們沒有辦法靠自己去原地重建，一定要別人割土地給你，再來就是深度不夠，所以這一塊可能要再更大一些，對於 36 戶的影響真的非常大。

目前高雄等縣市為防止畸零地卡都更的『小魚吃大魚』的狀況，已經改變法規，規定協調1次後，如果協調失敗，就直接排除畸零地，發建照允許鄰地建築，不再限制鄰地。

## 當地住戶面臨的居住環境改善難題

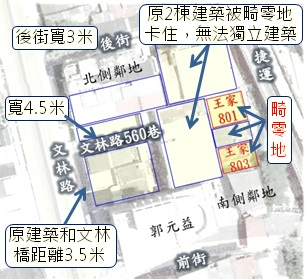
文林苑都更範圍內，原老舊建築因建蔽率和巷道狹小及畸零地等問題，獨立改建困難。

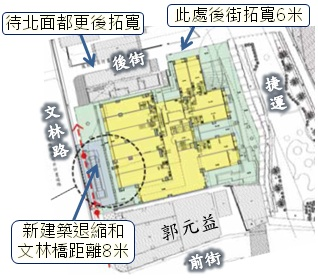
文林苑建築

文林苑都市更新案附近區域，建築物因年代久遠有傾頹或朽壞之虞，建築物排列不良，道路彎曲狹小，足以妨害公共交通或公共安全，而被北市府在2002 年公告劃定更新地區（依據都市更新條例第六條第二款）。在台北士林萬華等地區這種待改善情況相當普遍，當地屋齡老舊的傳統街屋公寓並無電梯設備，無法滿足社區內許多長久居住於此高齡住戶對於無障礙設施的需求。
文林苑及附近區域居住環境改善，因個別住戶的地基狹小，面臨獨立改建的難題：
1. 各建築更新前建蔽率約86%，如獨立改建，目前第一種商區要求遮蔽率55%，改建後的新建築樓層面積縮小36%，因此改建的建築勢必加高樓層，而加高樓層後必須增設電梯會佔用樓層面積，另因建築法規限制（道路寬度限制樓高等），如欲加高樓層勢必建築物退縮把私有土地移做擴大道路和消防救災的空間，因此樓面面積就變得的更小，除了高樓層建築成本高，改建後也無法容納全部原住戶。
2. 畸零地（王家801地號、802地號和王家803地號）無法獨立改建。
3. 鄰地改建，如不併入畸零地，也無法負擔切土地給畸零地的排除畸零地規劃。

因此，住戶合併建築成為解決獨立改建的難題的方案。除了共同負擔電梯等公設空間、救災消防空間和擴大道路建築退縮的土地（後街由3米拓寬為6米道路，和文林橋3.7米距離退縮為8米距離），私有土地上的現有巷道（文林路560巷）也可廢巷參與都更建築，同時也可解決畸零地無法獨立建築和畸零地卡住鄰地建築的問題，而參與都更的容積獎勵也可減少當地居民的改建的負擔，吸引建商參與的意願。

協商平台的意見 :

事實上由於王家原地欠缺建築線，故當時將王家劃入更新單元，實有其合理性。否則縱使原建物能夠整建維護，但建物仍有其物理上之耐用年限，數十年後終須拆除，惟因土地不能建築，最後只能作為空地使用，不僅對王家而言土地將無利用價值，亦不符地盡其利之土地公共政策。因此，儘可能讓王家能參與本更新案，並非全係為同意戶或實施者設想。

## 相關爭議

### 此都更案建商劃定都市更新範圍技術性操作的可能性
文林苑都更案，是由當地住戶申請都更概要和都更範圍，市府審查通過後，建商才加入擔任實施者規劃都更事業計劃。依照都市更新條例規定，都市更新單元（也就是都更範圍）只有縣市政府主管機關跟土地及合法建築物所有權人才有權申請劃定，在本案，是由當地住戶賴科興自辦調查住戶都更意願，確定排除南側郭元益及西北側四戶無意願參與住戶後仍合乎都更單元的成立要件，於是向台北市政府申請事業概要為目前的範圍，之後賴家才去找建商來合辦。坊間說建商劃地是沒有根據的，本案都市更新單元範圍是依據當地住戶申請而劃設，時間上也早於建商參與此案的時間。另外，依照住戶意願及法規規定要件申請確認更新單元範圍的程序中，盡可能排除無參與意願的住戶，可說是每一件都更案都必須辦理的基本程序，一方面是尊重住戶不參加的權利，另一方面也是使更新案更容易通過，指控這是建商的技術性操作也是不對的。

### 違建
事實上，王家801地號土地於更新前早已蓋滿自己的土地外，越界占用他人4筆地號，且皆非合法建物，為違法增建之建築物，而803地號亦占用公有土地建築地上物。如鄰居要回自己被佔的土地，王家的違建被拆，也會因為畸零地無法申請建照而無法重建。。

有人認為已搬遷之地主不可強納王家土地進行更新單元範圍，已搬遷之同意都更地主欲進行更新重建，就該依畸零地使用規則的法規，割出保留地供王家畸零地未來重建時利用，但立場轉換，王家地主何嘗不是強制他人退讓土地供其未來建築利用？都市土地相互依存互有義務，實在難以認定被強制或是強制他人，因此，不論已搬遷戶或是王家宜就雙方立場各退一步，共商解決方案。

### 消防巷道
不同意戶看法
王家指出，依照《劃設消防車輛救災活動空間指導原則》，六層樓以上之建物需保留4公尺道路供救災車輛進出，然而「文林苑」與士林橋距離僅3.2公尺，與相關規定不符。
財團法人都市更新研究發展基金會記錄說明
文林苑與士林橋距離3.2公尺的現況是目前文林路士林橋邊透天建築沒有退縮造成，只有量到工地圍籬的部分，依照文林苑建築設計平面圖，在文林苑建築完工之後，因為臨文林路側有退縮（新建築法規有建蔽率要求，故新建築都必須退縮，讓出一部分土地不得建築，早期建築法規無此規定，或是雖然有此規定，但允許退縮部分做為騎樓使用，所以老透天建築很多都沒有退縮），和隔壁的郭元益博物館及路口郭元益大樓的退縮連接起來之後，將會產生寬四公尺以上通道，足供救災車輛進入。此外，文林苑建築和文林橋會有八米X二十米的寬度提供消防救災空間。而依據文林苑建築設計平面圖，文林苑建築完工之後，在捷運淡水線側六公尺禁建線，也會因為原有建築的拆除跟新建築的退縮，而產生六公尺以上的通道，扣除兩旁綠地，也會有四公尺左右的通道可供進出。該通道出口處（有應公廟旁）有四個活動式小石柱路障，是可以隨時移除的。
媒體報導政府單位回應
台北市消防局針對爭議表示，最大型的雲梯車寬2.5米，3.2米的道路雖可以通行但相當勉強，且這條通道緊鄰士林橋而非平面道路。
另外針對有關消防車勉強可開入巷道但不合現行規定（4米）的質疑，消防局表示文林苑規劃案在審議過程中，的確有推派代表出席會議，但因一般都更設計審議過程中，並非每個案件都有現地勘查，所以可能是因為這樣才會有所疏漏。
根據市府和民間專業人士組成協商平台的報告（102.06.20），消防問題符合規定
文林苑案為地上15 層建築物，依內政部（營建署）訂定「劃設消防車輛救災活動空間指導原則」（以下稱為指導原則）規定，供救助6 層以上建築物消防車輛通行之道路或通路，至少應保持4 公尺以上之淨寬。而郭元益（文林路546 號）前通路，寬度已達4 公尺以上（含1.7 公尺無遮簷人行道作為現有巷），符合該指導原則救災動線需求。北市府另於100 年6 月29日派雲梯消防車實際完成救災通路測試。
依指導原則，10 層以上建築物之雲梯消防車救災活動空間應為寬8 公尺、長20 公尺以上。而文林苑都更案更新後建物退縮，文林橋側建築物前通路已規劃留設寬度8公尺，長20 公尺雲梯消防車救災活動空間（含廣場與道路順平），符合該指導原則救災活動空間需求，雲梯消防車可於建築物正面昇梯搶救，消防人員可由正面佈線進入建築物內部滅火搶救。本案申請地上15 層之建築物，依規定檢討雲梯消防車操作救災空間與建築物外牆開口水平距離在11 公尺以下，確實符合「劃設消防車輛救災活動空間指導原則」之規定。

### 都更條例是否違憲

#### 違憲爭議
- 反對王家建物被強制處分者：

主張都更條例違憲。認為在私益大於公益的情況下，都更條例剝奪了「土地和建物擁有者的處分權」，違反中華民國憲法所保障的財產權。
- 不認為違憲的民眾：

認為王家的財產並未被剝奪，而只是被強迫變換成同値產物，但也保障其他多數人利益，和解決消防、耐震、畸零地等公共利益問題。

#### 釋憲過程
強拆後，台北市政府行文內政部希望由上級主管機關申請釋憲，不過內政部營建署認為都更條例有修法空間但不違憲。且表示由不認為違憲者提出釋憲聲請，於法理不符。至於台北市政府若基於地方執行機關認為法律有違憲之虞並依程序報請中央釋憲，內政部將配合協助層轉。立法委員呂學樟則表示，內政部可以解釋行政命令。但法條有無違憲，應尊重憲政體制交由司法院大法官會議解釋，並不是內政部說了算。根據司法院大法官審理案件法第五條中地方機關有權聲請釋憲的相關規定，對照台北市政府只行文上級機關，自己卻不釋憲的行政作為，不論事前或事後皆受到輿論的不斷批評。北市府都市更新處處長林崇傑表示，由於內政部是都市更新的主管機關，也是法令提案機關，且都市更新是全國一致事項，才會建議內政部聲請釋憲。
2012年4月22日，立法院中民進黨立委林淑芬與國民黨立委呂學樟先後分別完成連署，提出釋憲案。但大法官於6月22日駁回立法院釋憲案，認為立法委員應該先提案修法，修法不成，再聲請釋憲（就是所謂「修法未果」的要件）。

#### 大法官709號解釋
2013年4月26日，司法院大法官合併受理文林苑王家、新北市土城區大慶信義福邨等4案之釋憲申請，解釋都市更新條例第19條第3項及第10條第1、2項等3條文，不符憲法要求之正當法律程序，宣告違憲。該條文1年內應修正，逾期未完成即「定期失效」。宣告違憲的具體內容與要求的修正包括，
- 十分之一門檻 不符多數民主：現行都更規定，只要超過十分之一的所有權人，就可提出申請。大法官認定此同意比率太低，難與尊重多數、擴大參與的民主精神相符，違背憲法保障人民財產權與居住自由權的意旨[118]。
- 大法官釋憲 要求強制聽證[119]： 都更條例現有程序之「公聽會」只是自行舉辦，無需具備行政上的正當程序效力[120]。大法官認定應由主管機關以公開方式舉辦「聽證會」，斟酌全部聽證意見，說明採納與否的理由後作成核定，始無違於憲法保障人民財產權及居住自由之意旨[112][120]。
- 大法官釋憲 要求採「送達主義」[117]：現行都更條例採「發信主義」，只要舉行「公聽會」者寄出通知，不論被通知者實際有無收到該通知，皆生通知的法律效力[3][73]。大法官認定，相關法令未要求政府確實負起告知住戶的義務，恐造成住戶權益受損；都更條例須修法採「送達主義」，始無違於憲法保障人民財產權與居住自由之意旨[121][122][123]。

此案實施者樂揚建設的委任律師許獻進說，這次釋憲內容中，對文林苑案最重要的是事業計畫需取得的同意比例，而這部分大法官認定沒有牴觸憲法，顯示文林苑案合於憲法，應繼續進行。至於大法官認為都更事業概要同意比例過低，許獻進說，此案當初取得近九五％的同意比例，依照都更條例》免送概要、直接提事業計畫，一切合法。

針對都市更新發展條例違憲判決一事，臺北市都市更新處說明：。
- 合憲部分為王家提釋憲的第22條第1項都市更新事業計劃之擬定，變更應取得同意之所有權人及總樓地板面積之比例。
- 大法官未受理王家提第36條代為拆遷條文之釋憲申請，及第22條第3項都市更新事業計劃之擬定變更所有權人得撤銷同意之規定。
- 大法官判違憲的部分為土城都更案所提之釋憲，反對被排除都更範圍而釋憲的第10條第1項，第10條第2項，第19條第3項，違反憲法第十條與第十五條。
- 司法院業已說明本項解釋無法對文林苑個案發生溯及既往的效力，故不影響本府依法核定及執行代拆之作為。

### 建商與住民利益差距
據文林苑的更新事業權利變換計畫書，建商分得約2,300坪、38個車位；地主分得約1,700坪、45個車位；王家分得5戶房屋、5個車位。
不同意戶與台灣都市更新受害者聯盟
樂揚分走2,363.58坪、車位38個→現在價值一坪65萬，車位250萬=16億3,132.7萬；可超賣差價獲利5億6,431萬2,222元，可超賣差價增值幅度52.88%。
據媒體估算，王家原本的土地若自己蓋，可創造約8,300萬元的價值；但王家是兩塊未緊鄰的小基地，能創造的價值可能更低一些。三年前建商以7,400萬元做權利變換，經三年房價上揚，王家可分得房產增值到1億零115萬元，增加了2,715萬元。
反方看法
因建商於民國98年預售價格約為每坪40多萬元，不是聯盟所稱民國100年的每坪時價65萬。以此細算建商的獲利，若某位樂揚預售屋買家在二年前的成交價約一坪47萬，加上士林區車位一個平均約200萬做為計算基礎，得出整個都更案樂揚分房可得約11.8億元，扣除審定成本8.6億，與管理費2億，樂揚因更新價差得到的獲利，其實是約1億元，沒有王家指控的5億元暴利。。
建商公佈之財報
據樂揚建設2011年第二季的財報資料顯示，文林苑預售契約總價款為13億4,900萬元，預計工程總成本為8億5,600萬元，兩者相減約5億元，將是未扣除營銷成本、雜項成本的帳面收入。

### 過度誇大的公共利益
立法委員管碧玲指出，營建署所屬「都市更新網」上登載關於本案的資料中，在未新增開放空間、未留設或協助開闢公共設施、僅協助開闢計畫道路長度2.67公尺（面積16平方公尺）、留設人行步道長度84.41公尺（面積337.64平方公尺）的情況下，文林苑案竟宣稱可為政府節省新臺幣2兆4,824億8,000萬，明顯誇大。後來「都市更新網」中的資料已被修正，其中「為政府節省」一欄已改為新臺幣0元。
但在營建署的同一個網頁，現地安置戶應分配價值	11,981,578.00百萬元，即11.98兆。
更新後權利價值（1,947.00 百萬元）=
+實施者應分配價值（費用負擔）（1,067.00 百萬元）
+權利人應分配價值（879.00 百萬元）
+現地安置戶應分配價值（1.198157800 百萬元）
財團法人都市更新研究發展基金會則提出,文林苑案所增進的公共利益除了協助開闢計畫道路外,還包括了改善地區性消防機能、外部環境改善、安置占有他人土地之舊違章建築戶與促進了所有權人的共同利益。

### 議會質詢
- 2011年5月，台北市議會議員顏聖冠、阮昭雄、洪健益等人曾依據都更條例，在會議中質詢台北市政府官員（含都發局官員）及警察單位，強調主管機關對於都更案件遭遇原有住民阻礙時，依法有代為拆除或遷移之義務，並要求列席官員釐清強制拆除程序並說明警力配置[138]。
- 2011年5月，台北市議員李彥秀要求北市府應依都更條例強制拆遷釘子戶，做為北市推動都更的指標[17]。
- 2011年10月，台北市議會議員洪健益曾在會議中質詢台北市政府都發局官員有關都市更新第36條的執行方式[139]。

## 拆除前最後協調
據都更受害者聯盟的新聞稿，2012年2月10日內政部營建署與王家、已遷出戶、樂揚建設等一起召開的都更輔導會議，營建署都市更新組組長陳興隆所做出的三點會議結論：

（一）關於同宗基地是否可排除士林王家之可行性疑慮，可透過王家簽署切結書，同意未來無法自成都市更新單元獲得解套，請北市府與實施者做慎重考量。

（二）公共利益應以環境改善、而非單棟建物更新獲利為先。此宗基地未開闢計畫道路之現況，應根據都市更新條例第53條，請北市府釐清並協調實施者，確保當地住戶、未來新入住戶之交通安全與消防安全。

（三）關於實施者涉嫌呈報不實資訊，恐違反與北市府簽訂之都市更新切結書，臺北市政府應針對各計畫書圖內容不實之各項疑點進行逐點釐清。

樂揚建設和市政府的立場是，王家的土地是未臨建築線畸零地，依法必須被劃入都市更新範圍，王家的要求基本上是推翻已完成的合法程序，在沒有違法的情況下市政府也不能有做為。
但後續營建署發出新聞稿，說明是媒體誤解，報載營建署做做出文林苑都更案可由抗爭住戶切結排除於更新單元外之結論尚非屬實：
文林苑都更案　營建署尊重市府職權
。

都市更新組

發布日期：2012-02-17

營建署於100年2月10日協助文林苑都更案不同意參加之地主，邀集臺北市政府及實施者共同參加都市更新個別輔導會議，進行對話溝通；營建署之個別輔導會議，是提供法令釋疑及各方意見溝通對話之平台，並不干涉或變更其他機關已決定之計畫。

近日報載營建署做出文林苑都更案可由抗爭住戶切結排除於更新單元外之結論尚非屬實；查會議當日抗爭住戶確有提出可切結排除之意見，惟該訴求並非營建署職權範圍，決議送請臺北市政府考量，特予澄清。

單位主管：陳興隆 組長

聯絡電話： 02-8771-2604

發稿單位：都市更新組

## 強制拆除經過
- 自3月27日晚間起，台灣都市更新受害者聯盟在facebook陸續發佈警方將前來拆除的訊息，希望召集對議題感興趣的大眾一同抗爭，拒絕拆除王家。
- 28日凌晨四時起約300名警力開始集結，約有兩百名群眾團聚擋在王家門口，高喊口號及唱歌，以和平方式表達抗議之意。
- 保一及保六總隊，及各分區調派來之警力於清晨五點三十分開始以鎮暴盾牌推進，將外圍民眾推至王家門口核心。
- 六點三十分左右警方架設圍籬，使在外圍觀民眾不知內部情形，約七點四十分開始強制架走抗議群眾，並以公車載走。
- 八點十分在屋內仍有許多群眾的情形下開始拆除，此舉並遭部分網友及現場群眾之反對。
- 臺灣電子媒體在27日晚間有派出「SNG車」，但其後的抗爭則沒有現場轉播。六點三十分左右也由警方驅離至圍籬外，無法進入採訪。網路上則有獨立媒體苦勞網現場直播，大量網友也回傳現場狀況，並於臉書、噗浪和PTT熱烈轉載討論，言論約有八成以上反對政府的強硬手段。
- 29日下午3點左右，有位不知名的男人拿刀站在拆除完的廢墟上[143]。

## 後續

### 警方過失的處置
在拆除的過程中，警方以手電筒閃光照射民眾及記者的眼睛，且部分警員執勤時於Facebook發表不當言論，後來皆遭到懲處。

### 政治效應

#### 臺北市議員
- 台北市議員林晉章直指市府辯護政策能力不足。他指出，王家在整個都更案中即便提出異議，也於法（台北市都市更新自治條例第12條、第14條）不能被剔除，因為王家兩戶土地面積只有164平方公尺，也無臨接馬路，王家連最小建築單元面積都不足，所以無法單獨建築，因此一定要合併都更，或者把現有同意都更的住戶劃出300多平方公尺歸到王家土地面積上，但此點，同意都更住戶絕對不會同意，因此王家也只能選擇合併都更。[46]
- 在學生、學者以及名導演們高分貝聲援文林苑王家人同時，有民眾發現民意代表怎麼神隱了。台北市議員梁文傑指出，「如果你不是說很清楚知道（都更）背後故事和整個事件的來龍去脈，我覺得：去輕易下判斷，是危險的事情。」也有議員私下透露，認為王家處理上確有瑕疵，支持市府依法行政，因此不便露臉。遇都更案件，藍綠民代謹慎小心，就怕被貼上標籤，反毀了經營多年的地方關係。[145]

#### 臺北市政府
- 市長郝龍斌3月31日臨時取消參加博鰲亞洲論壇，留在臺北處理都更爭議。[146]
- 市政府人權保障諮詢委員會的3名委員認為做法粗暴、粗糙，讓人權及法治程度大幅倒退，因此請辭。[147]
- 臺北市政府顧問黃博怡，持有樂揚建設13萬股份，2009年10月起擔任樂揚建設獨立董事至今，被質疑是官商勾結。[148]
- 臺北市長 郝龍斌 邀請王家7人與都更處人員一起訪談近1個半小時，郝龍斌僅具體保證都更處、樂揚建設，不再繼續抹黑王家人，但希望王家和樂揚建設繼續協商、達成共識。[149]

#### 行政院
- 行政院院長陳沖表示，就法律面而言，台北相關機構與警方都是依法行事；但都市更新條例立法已10餘年，經8次修法，原立法邏輯現已不完整，應全面檢討。[150]
- 內政部部長李鴻源指出「此案是居住不正義的表象」，並於立法院內政委員會承諾，兩周內提出警方執勤檢討報告、一個月內提出此案的檢討報告，及半年內將都市更新條例修正案送交立法院。[151][152]。對此，北市都更處長林崇傑反駁，市府去年行文營建署詢問，是否真的要執行強拆，營建署回文指，執行都更條例是法定義務，不執行就是行政怠惰。林崇傑又說，他對中央說法深表遺憾，曾四次要求修法，對方完全置之不理，如今市府依法行政，中央卻說是地方執行問題。他強調，「我們執行中央法令，如今怎麼講這樣的話，對地方非常不公平。」[153]。林崇傑並出示一份公文，指出市府曾以某個案正式函詢營建署，該署在98年5月21日明文表示，依照憲法第23條等規定，以及總統於87年公布的相關法令的意旨，都更條例這一塊並未牴觸憲法[154]。時任營建署署長葉世文則回應稱「應無此事」，是否違憲是大法官會議的職權[155]。但是早在2012年3月15日，十多個民間團體與北市議員、五位立委聯合士林王家、其他受到強拆條款威脅的住戶聯合召開記者會，公佈公文，譴責內政部營建署甚至凌駕大法官職權，逕行釋憲（中華民國98年5月21日營署更字第0980032581號）。[156]

#### 立法院
- 3月30日，立法院三大黨團中國國民黨、民進黨與親民黨皆聲明將提案修法。惟臺灣團結聯盟黨團不認現行都更相關法有缺失，指稱肇因乃北市府實施粗糙[157]。
- 4月17日，民進黨籍立委林淑芬、陳其邁及尤美女等41名立委完成釋憲案連署。聲請釋憲文指出，現行都更條例第22條及36條侵害人民受中華民國憲法及「公民權利和政治權利國際公約」、「經濟、社會及文化權利國際公約」保障的「財產權、生存權、適足住房權及免受強迫驅逐的自由」，且與憲法所要求的比例原則及正當法律程序不符[158]。
- 4月22日，國民黨籍立委呂學樟等51名立委完成釋憲案連署。聲請釋憲文指出，都更條例賦予建商經法定程序及比例表決機制，強制合併相鄰土地、建物等參與都更，僅有多數決原則，無保護少數人制度，違反憲法規定人民有居住遷徙的自由，及人民受有生存權、工作權與財產權的保障[159]。
- 6月22日，大法官會議議決不受理：大法官指出，立法院為國家最高立法機關，倘法律公布施行經相當時日，立法委員認有違憲疑義，自應先行提出修正案，並於確定修法未成後，始由少數之3分之1以上立法委員聲請解釋。[160]。

#### 總統府人權諮詢委員會
總統府人權諮詢委員會邀請國際人權專家來臺發表我國初次人權報告。報告中專家建議，中央行政機關應重新審查都市更新條例。公民社會認為此條例構想欠佳，也是產生許多住戶遭強制驅離的原因，未適當慮及公平補償或國際人權標準。

#### 其他縣市
- 高雄市市長陳菊表示，法規有時不周延，若無公共安全的立即危險，應更尊重差異性[162]。都發局表示，文林苑爭議是高雄市的借鏡。對博愛大樓等都更案，市府會周延處理，保障住戶權益[163]。
- 市議員邱莉莉質詢台南都更案是否會重蹈文林苑覆轍時，台南市市長賴清德表示，都更案不能強迫，不會貿然使用公權力[164]。

### 樂揚建設
- 樂揚建設董事長段幼龍於文林苑強拆前日將上午申讓1,500張持股，將其信託。資產轉移的時間敏感，可能是為了躲避強拆風波被查封的風險。[165]
- 樂揚建設對於聲援王家的抗議學生黃慧瑜於Facebook貼文的行為，提出「妨害名譽」告訴。[166]建設公司對抗議學生訴諸法律行動的作為，也引起了媒體關注[167]與網路群眾的聲援[168]。

### 對都市更新的影響
- 都更條例修法引發後續效應，市場人士透露，在都更條例修法拉高門檻後，已有投資客轉向購買舊公寓或畸零地，準備當「釘子戶」、「意見戶」，反而可賣到更高價格，甚至有建商也這樣做，形成「建商自殘玩都更」的慘烈局面。王家基地在整個都更範圍內是屬「裡地」，即不臨建築線，過去這是土地條件中「最壞的條件 」，如今成了「最好的籌碼」，除非土地微型重劃或是准開天窗式的都更興建，否則，可卡死一個都更案。[169]而畸零地地主之所以能以小欺大、坐地起價，關鍵在於「畸零地使用規則」中規定，「畸零地非與相鄰之唯一土地合併，無法建築使用時，該相鄰土地必須留出與畸零地合併所必須之土地」，也就是因為這條緊箍咒，讓畸零地地主可以吃定開發商、漫天開價。[170]
- 多年來深耕都市更新的基泰建設，於2013年6月11日經營策略轉變，將不再碰都更案，原本手中20餘處都市新案也棄守有「釘子戶」和「拒遷戶」的案件，剩下10餘處，未來將採「自地自建」。全坤建設本來是都更大戶，光是台北市中心都更案至少10處同步進行，但是因為《都更條例》修正遲遲未完成，導致「民粹」主義牽絆都更，對於都更失望，除了已經進行中的4處都更案將切除不願參與都更的「釘子戶」劃定都更單元外，其餘都更案都宣告暫緩。[171]包括遠雄、長虹及華固等大型上市建商，紛紛直言不再碰都更案，原因是政府公權力如不介入，釘子戶問題依舊存在，現在門檻訂的更高，都更已成為建商的燙手山芋，碰了只有白忙一場。除了趙藤雄及鍾榮昌分別表示，將暫停或不再碰都更了，長虹建設董事長李文造更是直言「都更是個大騙局」！[172]

## 臺北市政府協商平台
市府在代為拆除作業後，雖然透過各種模式協助同意戶、不同意戶王家（以下簡稱王家）與實施者三方溝通協調超過二十次，但仍有少數不同意戶未達成共識。因此，市政府派副市長張金鶚於2013年4月1日邀集了學者、估價師、律師、建築師等各界專業公正人士組成第三方協商小組，以期能提供同意戶、王家、實施者之溝通平台。協商小組透過聽取同意戶、王家與實施者之意見，在平衡各方權益的考量下，提出專業評估報告加以溝通說服，期望能促使更新案儘快達成協議圓滿落幕，同時避免法院強制執行，使社會成本最小化，並提供未來協商操作之模式。

### 協商小組成員背景
| 成員   | 背景 |
| ------ | --- |
| 張金鶚 | 臺北市政府副市長（召集人）， 政治大學地政系特聘教授（借調），政治大學臺灣房地產研究中心主任。 |
| 馮正民 | 交通大學交通運輸研究所教授 ，曾任中華民國區域科學學會理事長，中華民國都市計劃學會理事長。 |
| 黃麗玲 | 臺灣大學建築與城鄉研究所所長 |
| 陳玉霖 | 臺北市不動產估價師公會名譽理事長 ，麗業不動產估價師聯合事務所所長 |
| 蔡志揚 | 律州聯合法律事務所律師，王家最高行政法院訴訟的律師代表。 |
| 陳 邁  | 建築改革社創社社長，臺灣歷史資源經理學會創會理事長，中華民國第一屆傑出建築師，成大傑出校友成就獎，宗邁建築師事務所主持建築師，曾任中華民國建築學會常務理事，中華民國建築師公會全國聯合會常務理事，臺北市建築師公會常務理事。 |

### 各方所提訴求
小組在與各方分別協談後，將同意戶、王家及實施者所提訴求整理如下，並就其訴求提出可能方案：
| 對象                 | 所提訴求 | 可能的方案 |
| -------------------- | --- | --- |
| 同意戶部分           | 1.不同意變更已核定之更新案計畫內容。 2.在不影響同意戶權益前提下，不涉入王家權益分配。 3.要求立即開工、限期完工，早日返回家園。 | 依市府所核定之計畫內容據以實施。 |
| 王家部分             | 1.以原地重建訴求為優先。 2.亦可接受調整位置後重新建築。 3.或請協商小組提出具體可行之折衷方案。                                 | 1.王家不參與更新，劃出更新單元原地重建。 2.王家參與更新，但建築設計採分幢建築物規劃。 3. 依原計畫內容實施，但王家原所分配位置與實施者協議交換。 |
| 對實施者（建商）部分 | 同意由協商小組協助提出能妥善解決問題之任何方案。                                                                               | 文林苑案引發社會高度關注與爭議，協商小組為使溝通平台發揮其公益性，建立未來協商模式，並以社會大眾觀感層面為考量： 1. 於不影響更新案原有設計及配置之前提下，在更新案中設置公共藝術，以紀念文林苑事件。 2. 本案協商之機制可作為未來更新案協商參考，故建議設置都市更新公益協商基金作為後續協商使用。 |

### 可能的方案
| 方案   | 方案說明                                                                             |
| ------ | ------------------------------------------------------------------------------------ |
| 方案一 | 維持原計畫                                                                           |
| 方案二 | 王家不參與更新─原地重建                                                              |
| 方案三 | 王家參與更新─分幢建築物設計 方案 3-1：靠攏角地重建方案 方案 3-2：僅配置 803 地號建築 |
| 方案四 | 方案一 + 分配位置協議交換                                                            |
| 方案五 | 方案一 + 增設紀念文林苑事件公共藝術                                                  |
| 方案六 | 方案一 + 設置都市更新公益協商基金                                                    |
| 方案七 | 方案一 + 方案四、五、六                                                              |

### 小組認為方案七最為合適[1]
方案七為維持原計畫的情況下，結合方案四（分配位置協議交換）、方案五（增設紀念文林苑事件公共藝術）、方案六（設置都更公益協商基金）的綜合型方案。
1. 對同意戶：因維持原公告核定之計畫，故不影響原同意戶應分配之權益價值，僅需俟建設完工後，即可早日入住。
2. 對王家：雖原地重建訴求因不合乎法令無法執行外，惟仍可依應分配價值與實施者溝通選配位置，其訴求獲得適當與補償性之。
3. 對實施者：懸宕之更新案可早日動工。
4. 對社會大眾：三方折衷退讓之協商成果促使本案得以和平落幕、圓滿解決。日後本案的協商機制可作為其他爭議性都市更新案借鏡之模式，並對後續都市更新案之推動具有正面性影響，且在合法與理性協商情形下和平落幕，係對整體社會觀感亦具有提升之效益。[1]

### 協商結果
同意戶和實施者同意協商小組提出的方案，王家不同意。

王家選擇方案
1. 僅接受原地重建方案，其餘方案不同意。
2. 認為評估方案需跳脫法令限制，始有可能解決現況。
3. 針對同意戶之權益，應由實施者負責，與王家無關。

## 新聞報導
- 《台北「釘子戶」的拉鋸戰 （页面存档备份，存于）》 王超華 BBC中文網 2011年7月4日
- 《士林王家強拆在即，學者籲刀下留厝 （页面存档备份，存于）》樓乃潔 苦勞網 2012年3月26日
- 《郝盼王家與樂揚協商　保證不再抹黑 （页面存档备份，存于）》蘋果日報 2012年4月11日
- 《洪健益為特定建商施壓 揭市議員逼拆文林苑 （页面存档备份，存于）》時報周刊 2012年4月12日
- 《文林苑住戶網路對決　36戶的居住正義臉書登場》NOWnews –2012年4月30日
- 《廣告人徐-鳴看文林苑都更案-釘子戶王家不能說的祕密 （页面存档备份，存于）》作者： 《遠見雜誌》撰文∕徐一鳴 | 遠見雜誌 – 2012年9月8日

## 後續
1. 文林苑周邊的兩戶已被拆除的王家與樂揚建設於2014年有「無權占有」的民事訴訟一審判決出爐，王家敗訴。但王家提反擔保，向全民募款，獲得款項新台幣1,756萬元而到法院進行反擔保金提存。
2. 2014年3月14日10點52分，蘋果日報發布〈不玩了！　士林王家今自拆組合屋〉[173]的新聞報導後，隨即有網友便在該報導以下的電子評論欄爆料「王家明明知道要都更，也參加過協商，事後還要裝一副不知情的樣子來欺騙社會大眾同情」，並在文中附上一篇網文〈文林苑事件，以謊言挑起台北市近年來最大的抗爭〉[174]來戳破王家的謊言。
3. 台北市副市長張金鶚在王耀德自拆組合屋後表示，台灣都市更新受害者聯盟不應該在王耀德沒有同意的情形下借款作為反擔保金，「把一件特殊個案放大不好，很多外面的人集結抗議，還用他們的名義借錢，最後王家根本還不出錢來，變成『死道友不死貧道』的怪象。」[175]
4. 王家第二代地主王耀德在自拆組合屋後於facebook表示，台灣都市更新受害者聯盟在事後通知其父親王廣樹要告王耀德毀損罪，意圖使其父子不合。台灣都市更新受害者聯盟理事長彭龍三則聲稱未對王耀德告毀損罪。[176]
5. 王耀德在自拆組合屋後接受《商業周刊》訪問，說出自己參與抗爭與拆除組合屋的心情。王耀德不滿台灣都市更新受害者聯盟的學生在未經通知下參與王家會議，不滿台灣都市更新受害者聯盟在未經王廣樹同意下向大眾借款新台幣1,700多萬作為反擔保金，並且對台灣都市更新受害者聯盟在廢除強拆與持續抗爭等議題上，表達不同的見解。[177]

## 評論
2016年4月25日，準政務委員張景森在個人臉書頁面發文，指文林苑王家等人的抗爭是「史上最kuso的一場社會運動」，指文林苑王家在抗爭後拿到五戶房子，還用粗話嘲諷聲援王家的青年「真可憐」；雖然張景森不到半小時火速刪文，但仍引發各界批判，太陽花學運領袖林飛帆要求民進黨把張景森從內閣名單刪除，與張景森有私交的政大教授徐世榮更在臉書與張景森大打筆戰。2016年4月26日，準行政院院長林全說，林全內閣成員未來發言都需謹言慎行，人民期待內閣成員解決問題而不是製造爭議；同日中午，民進黨立委林淑芬在個人臉書頁面發文批評，張景森公開站在地產集團利益那一邊，被張景森嘲笑的是聲援文林苑王家的人與本來期待蔡英文政府帶領國家步上正義的人民。2016年4月26日晚上，張景森將臉書貼文全數移除，僅僅能看見封面照片及曾被網友按讚的文章。2016年4月28日上午，張景森在臉書發表三千多字的道歉文，坦承「那是一篇不妥的酸文」，公開道歉。

## 資料來源
1. 1 2 3 4 5 6 7 8 9 10   (PDF).   [2023-08-13]. （原始内容存档 (PDF)于2016-03-04）.
2. ↑  .   [2012-03-28]. （原始内容存档于2012-07-05）.
3. 1 2 3  臺北高等行政法院98年度訴字第2467號
4. ↑  文林苑更新案代拆處分訴訟經臺北高等行政法院判決駁回
5. ↑  .   [2015-06-22]. （原始内容存档于2015-07-12）.
6. ↑  .   [2015年7月12日]. （原始内容存档于2015年9月24日）.
7. ↑  .   [2015-06-22]. （原始内容存档于2018-02-08）.
8. ↑  .   [2015-06-22]. （原始内容存档于2015-03-16）.
9. ↑  .   [2015-06-22]. （原始内容存档于2019-05-30）.
10. ↑  蕭新煌主編. . 臺北: 巨流. 2015: 頁52。.
11. ↑  .   [2015-07-12]. （原始内容存档于2018-07-01）.
12. ↑  .   [2015-06-22]. （原始内容存档于2016-03-10）.
13. ↑  .   [2015-06-22]. （原始内容存档于2019-05-24）.
14. ↑  鄭媁、張世杰. . 聯合新聞網. 2016-08-16  [2016-10-24]. （原始内容存档于2019-05-21）.
15. ↑  臺灣臺北地方法院民事判決100年度重訴字第363號
16. ↑  士林文林苑案:洪健益議員質詢要市府執行強制拆除 （页面存档备份，存于） - 台灣都市更新受害者聯盟 2012年3月30日
17. 1 2  文林苑都更案 釘子戶可望8月拆 （页面存档备份，存于） - 聯合新聞網，2011年5月30日
18. ↑  市議員為建商向市府施壓？ 周刊：洪健益逼拆文林苑 （页面存档备份，存于） - ETtoday，2012年4月6日
19. ↑  都更強拆箭在弦上 北市府：愛莫能助
20. 1 2 3 4  最高行政法院100年度裁字第1582號
21. ↑  中華民國101年3月1日府都新字第10130390601號
22. ↑  .   [2012-12-29]. （原始内容存档于2013-12-03）.
23. ↑  呂苡榕. . 台灣立報 (新浪新聞). 2012-07-01  [2012-07-20]. （原始内容存档于2013-12-21）.
24. ↑   (PDF).   [2013-12-21]. （原始内容存档 (PDF)于2019-05-19）.
25. ↑  陳芃. . 中國時報. 2012-06-23  [2012-07-12]. （原始内容存档于2012-09-26）.
26. ↑  .   [2013-12-21]. （原始内容存档于2013-12-21）.
27. ↑  .   [2023年8月13日]. （原始内容存档于2019年5月19日）.
28. ↑  市政資訊  郝龍斌:由專業公正人士組成溝通平台協助解決文林苑案 北市都更腳步不因單一案例停擺[]
29. ↑  .   [2013-12-21]. （原始内容存档于2015-09-24）.
30. ↑  .   [2014年2月24日]. （原始内容存档于2016年3月4日）.
31. ↑  .   [2014年2月25日]. （原始内容存档于2016年3月4日）.
32. ↑  .   [2014年2月25日]. （原始内容存档于2020年10月9日）.
33. ↑  .   [2014年3月12日]. （原始内容存档于2014年3月14日）.
34. ↑  防「二度強拆」 士林王家今提反擔保 ，公視新聞 2014年3月12日
35. ↑  .   [2014-03-15]. （原始内容存档于2019-05-23）.
36. ↑  .   [2015-07-19]. （原始内容存档于2023-05-29）.
37. ↑  .   [2014-03-15]. （原始内容存档于2014-03-18）.
38. 1 2  林淑芬、呂學樟先後完成連署　聲請都更條例釋憲 （页面存档备份，存于），NOWnews.com 今日新聞網 ，2012年4月22日
39. 1 2  王文玲. . 聯合新聞網. 2012-06-23  [2012-08-05]. （原始内容存档于2012-08-14）.
40. ↑  . 工商時報 (中央廣播電台). 2012-11-08  [2012-11-16]. （原始内容存档于2013-12-20）.
41. 1 2  .   [2013-08-22]. （原始内容存档于2013-12-03）.
42. 1 2 3  .   [2014-02-25]. （原始内容存档于2015-04-19）.
43. ↑  .   [2012-12-29]. （原始内容存档于2013-12-03）.
44. ↑  .   [2012-12-29]. （原始内容存档于2013-12-03）.
45. ↑  .   [2013-12-22]. （原始内容存档于2019-05-20）.
46. 1 2  .   [2013-12-21]. （原始内容存档于2020-12-04）.
47. ↑  .   [2013-12-21]. （原始内容存档于2014-01-02）.
48. ↑  .   [2012-12-06]. （原始内容存档于2019-05-22）.
49. ↑  .   [2013-12-21]. （原始内容存档于2015-09-24）.
50. ↑  .   [2013-12-21]. （原始内容存档于2013-12-24）.
51. ↑  .   [2013-12-21]. （原始内容存档于2015-09-23）.
52. ↑  .   [2012-11-03]. （原始内容存档于2019-06-03）.
53. 1 2 3  佔有鄰地資料。
54. 1 2 3  .   [2013-12-22]. （原始内容存档于2016-04-12）.
55. 1 2 3  國有財產局回覆,鑒界後證明佔有國有地
56. ↑  .   [2013-12-22]. （原始内容存档于2015-07-07）.
57. ↑  .   [2013-12-22]. （原始内容存档于2016-09-29）.
58. ↑  .   [2013-12-22]. （原始内容存档于2016-10-18）.
59. ↑  文林苑都更惹爭議「樂揚建設」澄清 Mynews2011/07/16
60. ↑  .   [2013-12-22]. （原始内容存档于2015-07-12）.
61. 1 2  .   [2014-03-10]. （原始内容存档于2014-03-11）.
62. 1 2
63. ↑   (PDF).   [2013-12-22]. （原始内容存档 (PDF)于2013-12-24）.
64. 1 2  .   [2012-05-30]. （原始内容存档于2016-09-16）.
65. ↑  文林苑同意戶自救會針對王耀德兩面手法說回覆
66. ↑  .   [2013-12-22]. （原始内容存档于2013-12-24）.
67. ↑  .   [2013-12-22]. （原始内容存档于2016-09-30）.
68. ↑  .   [2013-12-22]. （原始内容存档于2020-10-09）.
69. ↑  .   [2013-12-23]. （原始内容存档于2013-12-24）.
70. ↑  .   [2013-12-23]. （原始内容存档于2013-12-24）.
71. ↑  .   [2013-12-23]. （原始内容存档于2013-12-24）.
72. ↑  .   [2013-12-23]. （原始内容存档于2013-12-24）.
73. 1 2  八月、都更、拆王家（上） （页面存档备份，存于），鐘聖雄，公視新聞議題中心，2011年7月1日
74. ↑  .   [2014-03-10]. （原始内容存档于2014-03-11）.
75. ↑  臺北高等行政法院98年度訴字第2467號判決
76. ↑  .   [2012-04-05]. （原始内容存档于2023-02-04）.
77. ↑  贊成戶淚訴王家人說謊
78. ↑  .   [2012-05-30]. （原始内容存档于2020-10-09）.
79. ↑  .   [2012年3月28日]. （原始内容存档于2012年9月19日）.
80. 1 2  .   [2014-02-23]. （原始内容存档于2013-12-21）.
81. ↑  .   [2014-02-23]. （原始内容存档于2014-04-08）.
82. ↑  .   [2012-05-30]. （原始内容存档于2016-10-01）.
83. ↑  .   [2012-05-30]. （原始内容存档于2013-12-19）.
84. ↑  .   [2012-04-16]. （原始内容存档于2016-03-05）.
85. ↑  .   [2012-05-30]. （原始内容存档于2013-12-20）.
86. ↑  大眾捷運系統兩側禁建限建辦法
87. ↑  變更北淡鐵路沿線土地為交通用地計畫案[]
88. 1 2  .   [2012-11-22]. （原始内容存档于2016-03-04）.
89. ↑  .   [2013-12-26]. （原始内容存档于2016-04-15）.
90. ↑  .   [2013-12-30]. （原始内容存档于2015-07-18）.
91. ↑  .   [2013-12-24]. （原始内容存档于2016-05-03）.
92. ↑  .   [2013-12-24]. （原始内容存档于2016-03-06）.
93. 1 2 3   (PDF).   [2013-12-23]. （原始内容存档 (PDF)于2016-03-04）.
94. ↑  .   [2012-12-20]. （原始内容存档于2013-12-20）.
95. ↑  都更鴨霸 文林苑住戶苦難言 （页面存档备份，存于），台灣立報，2011年6月30日
96. ↑  .   [2012-04-11]. （原始内容存档于2016-03-04）.
97. ↑  八月、都更、拆王家（下） （页面存档备份，存于），公視新聞議題中心 ，2011年7月5日
98. ↑  文林苑更新案協商小組評估報告(102.06.20公布).pdf （页面存档备份，存于），文林苑更新案協商小組評估報告(102.06.20公布).pdf ，2013年6月20日
99. ↑  .   [2014年2月25日]. （原始内容存档于2016年3月7日）.
100. ↑  .   [2012-06-04]. （原始内容存档于2012-09-28）.
101. ↑  .   [2012-06-04]. （原始内容存档于2016-03-04）.
102. ↑  都更條例釋憲 內政部：不適合由研提機關聲請，中央社 ，2012年4月20日
103. ↑  都更案 聲請釋憲 51位立委連署 （页面存档备份，存于），自立晚報，2012年4月22日
104. ↑  司法院大法官審理案件法 （页面存档备份，存于） 全國法規資料庫
105. ↑  郝龍斌拆屋好痛苦　青年回嗆：有誠意應釋憲！ （页面存档备份，存于），NOWnews 新聞，2012年3月29日
106. 1 2  頭家心聲　郝沒擔當 （页面存档备份，存于），臺灣時報，2012年4月10日
107. ↑  都更釋憲 中央地方互推[]，聯合報，2012年4月6日
108. ↑  令人噁心的眼淚 （页面存档备份，存于），自由時報，2012年4月2日
109. ↑  這是依法行政嗎？ （页面存档备份，存于），NOWnews新聞，2012年4月2日
110. ↑  都更背後的法理和「市民不服從」 （页面存档备份，存于），自由時報，2012年4月4日
111. ↑  郝龍斌玩完了？魄力過了頭就叫暴力 （页面存档备份，存于），苦勞網，2012年4月5日
112. 1 2  釋字第七0九號解釋新聞稿 （页面存档备份，存于），司法院大法官，2013年4月26日
113. ↑  釋字第709號解釋文 （页面存档备份，存于），司法院大法官，2013年4月26日
114. ↑  大法官：都更條例違憲 （页面存档备份，存于），中央社，2013年4月26日
115. ↑  李大法官震山之釋字第709號協同意見書 （页面存档备份，存于），司法院大法官，2013年4月26日
116. ↑  都更條例部分條文 大法官：違憲 （页面存档备份，存于），中央廣播電臺，2013年4月26日
117. 1 2  都市更新事業計畫正當程序之制度建構—以釋字第 709 號解釋為中心 （页面存档备份，存于），蔡志揚
118. ↑  住戶沒保障 都更條例部分條文違憲 （页面存档备份，存于），中國時報，2013年4月27日
119. ↑  健全都更條例 聽證會省不得 （页面存档备份，存于），台灣立報，2013年9月2日
120. 1 2  都更條例 2條文違憲 （页面存档备份，存于），工商時報，2013年4月27日
121. ↑  都更案違憲 難救文林苑 （页面存档备份，存于），蘋果日報，2013年4月27日
122. ↑  林大法官錫堯之釋字第709號協同意見書 （页面存档备份，存于），司法院大法官，2013年4月26日
123. ↑  內政部都更修法草案出爐 （页面存档备份，存于），公視新聞，2012年6月15日
124. ↑  .   [2014-03-07]. （原始内容存档于2014-03-07）.
125. ↑  .   [2012-04-11]. （原始内容存档于2016-03-05）.
126. ↑  0816台灣都市更新受害者聯盟回應士林「文林苑」都市更新案 聲明稿
127. ↑  王家地值1.24億 參與都更變少賺 （页面存档备份，存于），自由時報，2012年3月29日
128. ↑  .   [2014-02-24]. （原始内容存档于2014-02-28）.
129. ↑  .   [2012-05-30]. （原始内容存档于2019-05-22）.
130. ↑  文林苑有多賺？ 樂揚建設可賺5億 （页面存档备份，存于），新頭殼newtalk，2012年3月30日
131. ↑   (PDF).   [2012-06-10]. （原始内容存档 (PDF)于2020-10-09）.
132. ↑  建案也信託自保 遮掉「樂揚」悄改名 （页面存档备份，存于），蘋果日報，2012年4月1日
133. ↑  .   [2012-04-03]. （原始内容存档于2016-10-01）.
134. ↑  .   [2014年2月25日]. （原始内容存档于2022年3月31日）.
135. ↑  .   [2012-04-11]. （原始内容存档于2014-02-02）.
136. ↑  .   [2012-04-11]. （原始内容存档于2016-03-05）.
137. ↑  .   [2012-04-11]. （原始内容存档于2016-03-05）.
138. ↑  洪健益為特定建商施壓 揭市議員逼拆文林苑 （页面存档备份，存于），時報週刊第1781期，中華民國101年4月12日
139. ↑  質詢速記，台北市議會工務部門質詢第10組，中華民國100年10月25日
140. ↑  營建署都更輔導會議露曙光？士林文林苑案有解？官方首度表態 （页面存档备份，存于），台灣都市更新受害者聯盟 苦勞網，2012年2月10日
141. ↑  呂苡榕. . 立報 (蕃薯藤). 2012-02-12.
142. ↑  陳興隆. . 新聞稿 (營建署都市更新組). 2012-02-17  [2013-01-11]. （原始内容存档于2016-03-05）.
143. ↑  不滿文林「怨」強拆　男子持刀與警僵持 （页面存档备份，存于），壹電視，2012年3月29日
144. ↑  文林苑強拆爭議 北市懲處員警 暫緩代強拆 （页面存档备份，存于），中廣新聞網，2012年3月31日
145. ↑  .   [2014-03-04]. （原始内容存档于2022-10-02）.
146. ↑  取消博鰲行 郝邀專家聽取意見 （页面存档备份，存于），新頭殼，2012年3月31日
147. ↑  文林苑王家案延燒！ 3律師辭職北市府委員！ （页面存档备份，存于），Nownews，2012年3月30日
148. ↑  疑官商勾結 樂揚董事兼市府顧問 （页面存档备份，存于），蘋果日報，2012年4月4日
149. ↑  郝盼王家與樂揚協商　保證不再抹黑 （页面存档备份，存于），蘋果日報，2012年04月11日
150. ↑  文林苑強拆引爭議 陳沖：條例應檢討 （页面存档备份，存于），僑報，2012年3月31日
151. ↑  文林苑都更怨中央北市交鋒 檢討對方 （页面存档备份，存于），中國時報，2012年3月30日
152. ↑  李鴻源：居住不正義 半年內修法 （页面存档备份，存于），聯合報，2012年3月30日
153. ↑  .   [2014年3月4日]. （原始内容存档于2019年5月22日）.
154. ↑  市政資訊/文林苑都更案爭議 郝龍斌：市府承受巨大壓力依法行政是不得不且痛苦的選擇，呼籲中央儘速通盤檢討現行法律
155. ↑  .   [2014年3月6日]. （原始内容存档于2016年3月4日）.
156. ↑  台灣都市更新受害者聯盟採訪通知/2012年3月15日
157. ↑  文林苑爭議 立委擬修都更條例 （页面存档备份，存于），中央通訊社，2012年3月29日
158. ↑  文林苑爭議 立委提釋憲聲請 （页面存档备份，存于），中央通訊社，2012年4月17日
159. ↑  都更釋憲案 藍委完成連署 （页面存档备份，存于），立法院全球資訊網，2012年4月22日
160. ↑  大法官駁回，聯合新聞網，2012年6月23日
161. ↑  國際獨立專家通過的結論性意見與建議 （页面存档备份，存于），總統府人權諮詢委員會，2013年3月1日
162. ↑  文林苑爭議 陳菊遺憾 （页面存档备份，存于），中央社，2012年3月31日
163. ↑  推動都更　高市避蹈文林苑覆轍 （页面存档备份，存于），中央社，2012年4月8日
164. ↑  賴清德：公辦自辦都更 都不能強迫 （页面存档备份，存于），臺灣時報，2012年3月30日
165. ↑  樂揚拆屋前夕 老董信託持股 （页面存档备份，存于），蘋果日報，2012年3月30日
166. ↑  https://www.facebook.com/profile.php?id=1080473626 黃慧瑜Facebook
167. ↑  楊照. . 聯合新聞網. 2012-04-10  [2012-04-11]. （原始内容存档于2012-05-11）.
168. ↑  .   [2012-04-11]. （原始内容存档于2020-10-09）.
169. ↑  .   [2014-03-06]. （原始内容存档于2013-09-24）.
170. ↑  .   [2014-03-06]. （原始内容存档于2014-04-20）.
171. ↑  .   [2014-03-06]. （原始内容存档于2019-05-19）.
172. ↑  .   [2014-03-06]. （原始内容存档于2017-03-23）.
173. ↑  不玩了！ 士林王家今自拆組合屋 （页面存档备份，存于），蘋果日報，2014年3月14日
174. ↑  .   [2012-12-06]. （原始内容存档于2014-05-07）.
175. ↑  張金鶚︰王耀德借反擔保金 被抗爭綁架 （页面存档备份，存于），自由時報，2014年3月15日
176. ↑  文林苑波折再起　王耀德嗆都更盟脅迫父親 （页面存档备份，存于），蘋果日報，2014年3月17日
177. ↑  文林苑主角王耀德　自剖棄守心路 （页面存档备份，存于），商業周刊，2014年3月26日

## 外部連結
- 「都更釘子戶」背後的關鍵奧秘 5分鐘包您看懂士林王家-文林苑都更案懶人包 （页面存档备份，存于）·
- 文林苑事件，以謊言挑起台北市近年來最大的抗爭 （页面存档备份，存于）
- 陳情書二億五億來源 （页面存档备份，存于）.
- 文林苑王家提不出畸零地重建方案 （页面存档备份，存于）.
- 公視議題新聞中心-文林苑 （页面存档备份，存于）
- 家園何價？今天拆王家，明天拆你我的家！ （页面存档备份，存于）
- 圈地遊戲製造多數決假象 （页面存档备份，存于）
- 文林苑 地面層平面圖 （页面存档备份，存于）
- 王家兩筆土地（801與803）之地籍圖 （页面存档备份，存于）
- 樂揚的所有法律文件，提供給大家參閱  （页面存档备份，存于）